# Vlag van Tiendeveen

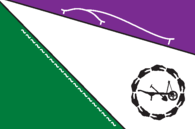
Vlag van Tiendeveen

De vlag van Tiendeveen is de dorpsvlag van het Nederlandse dorp Tiendeveen, in de Drentse gemeente Hoogeveen.
De drie kleuren symboliseert de drie veenvelden waar het dorp is ontstaan: het Wijstersche, het Spieringer en het Drijbersche Tiendeveen. De kleur groen symboliseert de vele bossen in en rondom het dorp zoals het Kremboong en Kraaienbos. De kleur wit symboliseert de doorgaande weg van het dorp. De kleur paars symboliseert de heidevelden en andere natuur rondom het dorp. De golfjes in het groene vlak symboliseert de vele wijken, grachten en het Linthorst Homankanaal. In het witte vlak is een rad afgebeeld. Een rad draait vooruit en symboliseert dus vooruitgang, bijvoorbeeld de bouw van het multifunctioneel centrum 'De Eiken'. Het rad bestaat uit tien zwarte handen. Deze symboliseert het met de hand vervenen, ontginnen en het met de hand uitgraven van het kanaal. Het aantal handen symboliseert de Tienden van het veen, waar het dorp haar naam aan dankt. In het rad zijn een gestileerde turfschop en turfwagen afgebeeld. Deze zijn gebruikt voor de allereerste belangrijke ontwikkeling van het dorp. Ook dit is terug te vinden in de naam van het dorp. Het kenmerkende dak van het multifunctioneel centrum ziet men terug in het paarse vlak van de vlag. Deze symboliseert alle verenigingen, de school en de activiteiten in het dorp.
Anloo
· Annen
· Annerveenschekanaal
· Dalen
· De Groeve
· Een
· Eext
· Eexterveen
· Eexterveenschekanaal
· Elim
· Gasselternijveen
· Gasteren
· Gieten
· Gieterveen
· Grolloo
· Hollandscheveld
· Nieuw-Weerdinge
· Noordscheschut
· Schoonoord
· Tiendeveen
· Uffelte
· Wapse
· Witteveen
· Yde-De Punt
· Zorgvlied